# Yuxisaurus

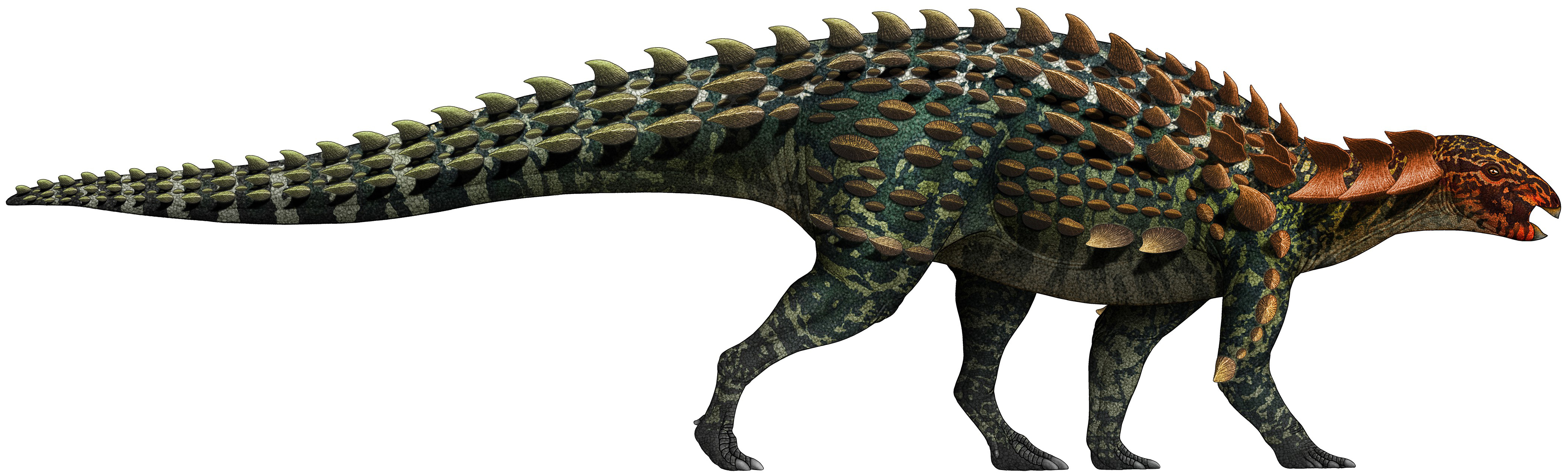
Yuxisaurus kopchicki

Yuxisaurus kopchicki is een plantenetende ornithischische dinosauriër, behorende tot de Thyreophora die tijdens de vroege Jura leefde in het gebied van het huidige China.

## Vondst en naamgeving
Een team van de Yimen Administration of Cultural Heritage vond  bij het dorp Jiaojiadian, in het district Yimen County, in de prefectuur Yuxi in de provincie Yunnan, de resten van gepantserde dinosauriër. Het fossiel werd geprepareerd door Yang Z.
In 2022 werd de typesoort Yuxisaurus kopchicki benoemd en beschreven door Yao Xi, Paul M. Barrett, Yang Lei, Xu Xing en Bi Shundong. De geslachtsnaam verwijst naar de prefectuur Yuxi. De soortaanduiding eert de bioloog John Joseph Kopchick die de huisvesting van de faculteit natuurwetenschappen van de Indiana University of Pennsylvania  ruimhartig financieel ondersteunde.
Het holotype, CVEB 21701, is gevonden in een laag van de bovenste Fengjiaheformatie die dateert uit het Sinemurien-Toarcien. De precieze ouderdom is omstreden. Het bestaat uit een gedeeltelijk skelet met schedel. Bewaard zijn gebleven de rechterhelft van de schedel, de hersenpan, de achterzijde van de onderkaken, een aaneengesloten reeks van de vier voorste halswervels, vijf ruggenwervels, de schouderbladen, het rechteropperarmbeen, de onderzijde van het linkerdijbeen en meer dan 120 osteodermen. Het betreft een volwassen individu. Het maakt deel uit van de collectie van het Centre for Vertebrate Evolutionary Biology, Yunnan University.
Uit Yunnan waren eerder twee basale thyreoforen benoemd: Bienosaurus en Tatisaurus. De overblijfselen daarvan zijn te slecht om een vergelijking met Yuxisaurus mogelijk te maken en het zou dus onmogelijk zijn om te bepalen of het oudere synoniemen betreft. Volgens de beschrijvers zijn Bienosaurus en Tatisaurus überhaupt nomina dubia.

## Beschrijving

### Grootte en onderscheidende kenmerken

Vergelijking in grootte met een mens

Yuxisaurus is drie à vier meter lang.
De beschrijvers stelden verschillende onderscheidende kenmerken vast. Sommige daarvan zijn autapomorfieën, unieke afgeleide eigenschappen. Op beide zijden van de dwarskam op het achterhoofd bevindt zich een driehoekige verticaal lange uitholling. De processus paroccipitalis heeft een V-vormige inkeping in de bovenrand. De tubera basilaria steken sterk naar onderen uit ten opzichte van de achterhoofdsknobbel zodat ze in achteraanzicht duidelijk zichtbaar zijn. De processus basipterygoidei staan naar beneden af van de tubera basilaria zodat het onderste achterhoofd in zijaanzicht een verticaal hoog trapvormig profiel krijgt. In zijaanzicht ligt het dolkvormig uitsteeksel van de hersenpan onder het niveau van de achterhoofdsknobbel in plaats van op hetzelfde vlak. Het angulare van de onderkaak heeft een langwerpige naar boven gebogen achterste tak die bijna tot aan de achterkant van het retroarticulair uitsteeksel reikt. Het intercentrum van de atlas heeft op de onderzijde symmetrische schuin naar voren en bezijden gerichte lage richels samenhangend met pijlvormige uithollingen. De voorste halswervels zijn relatief kort, minder dan anderhalve maal zo lang als hoog. De halswervels missen kielen.
Daarnaast is er een unieke combinatie van op zich niet unieke kenmerken waarin Yuxisaurus zich van alle andere Thyreophora onderscheidt. De fossa antorbitalis heeft een driehoekig profiel, anders dan Scelidosaurus, met afgeronde hoeken anders bij Scutellosaurus. De voorste tak van het jukbeen steekt schuin naar beneden en achteren uit, in plaats van horizontaal te liggen. De rij van maxillaire tanden bolt sterk naar binnen. De maxillaire tanden dragen duidelijke richels. Het doornuitsteeksel van de draaier is relatief kort met een golvende bovenrand in zijaanzicht in plaats van naar achteren verbreed met een rechte bovenrand. De rib van de draaier is langwerpig, tot aan het midden van de derde halswervel reikend. De rib van de draaier heeft geen zijrichel. Het opperarmbeen is bovenaan en onderaan relatief sterk verbreed. Bij het opperarmbeen wordt de kop van de bovenrand van de binnenhoek gescheiden door een diepe inkeping. De voorkant van het onderste uiteinde van het opperarmbeen toont een brede U-vormige trog in plaats van een smalle V-vormige inkeping.

### Skelet

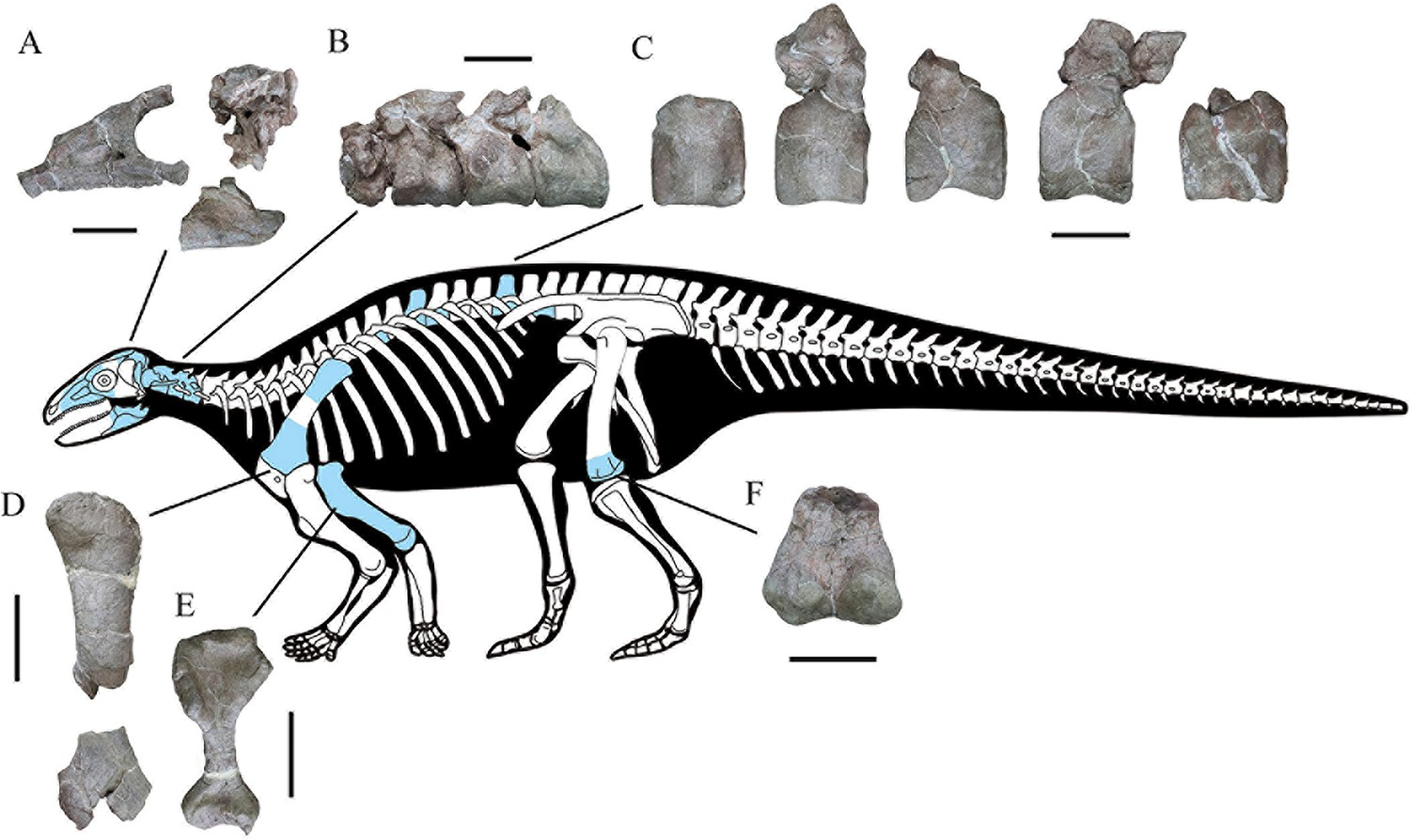
Diagram van het skelet

#### Schedel
De kop is langwerpig met vermoedelijk een gebogen bovenprofiel. In de snuit wordt de fossa antorbitalis in de rechteronderhoek doorboord door een kleine ronde fenestra antorbitalis. De gebogen tandrij is een afgeleid kenmerk: de uiteinden maken een hoek van 148° met elkaar. Evenzeer afgeleid is de hoek die de voorste tak van het jukbeen maakt. Het squamosum is vrij laag. Het bovenste slaapvenster lijkt eirond. Het quadratum heeft een ovale uitholling op de binnenzijde van de vleugel naar het pterygoïde. Het wandbeen steekt veel verder naar boven uit dan het squamosum. 
De bovenzijde van het achterhoofd helt sterk naar voren. De nekkam is plat en breed. De driehoekige druppelvormige uithollingen, veel dieper dan bij verwanten, liggen op de achterzijde, aan weerszijden van de verticale middenrichel van het supraoccipitale. De processus paroccipitalis is bandvormig en steekt naar achteren en bezijden uit, niet schuin naar beneden als bij Scelidosaurus. de V-vormige inkeping op de bovenrand is het gevolg van een asymmetrische meer verticale verbreding van het uiteinde. Bij verwanten is de rand hol, bol of recht. Het uitsteeksel is niet met het achterhoofd versmolten zoals bij ankylosauriërs wel het geval is. Het achterhoofdsgat is elliptisch van profiel, de achterhoofdsknobbel is niervormig. De tubera basilaria hangen sterker af dan bij alle verwanten, zowel meer basale soorten als ankylosauriërs. De tubera staan in achteraanzicht ver uiteen, maar missen een tussenliggende middenrichel. De processus basipterygoidei maken een hoek van 30° met elkaar. Het orbitosfenoïde is verbeend.

#### Onderkaken en tanden
De onderkaak buigt achteraan naar onderen, een basaal kenmerk. Het surangulare is opvallend fors ontwikkeld: niet alleen is de achterste tak lang, meer vooraan steekt het element sterk naar boven uit.
De maxillaire tanden zijn bij de preparatie per ongeluk grotendeels weggeboord. Per zijde zijn er minstens een dozijn. De tanden hebben vier paar verticale evenwijdige smalle richels op zwel de binnenzijde als de buitenzijde. Dat is een sterkere ornamentering dan bij basale soorten maar afgeleide soorten hebben typisch nog meer richels. Een hoofdrichel ontbreekt echter. De vrij ruwe vertandingen zijn niet afgerond.

#### Postcrania
De pijlvormige richels op het intercentrum van de atlas zijn naar achteren gericht en vormen een scherpe achterrand. Het achterste gewrichtsuitsteeksel van de atlas is een dunne plaat die naar achteren en boven uitsteekt, maar naar buiten wat gezwollen is. De draaier is een fors element. Het mist een echte kiel en heeft slechts een afgeronde richel op de onderzijde. Het zijuitsteeksel steekt recht naar beneden. Het doornuitsteeksel is wel overdwars naar achteren, maar nauwelijks naar voren verbreed. De bovenrand is afgeleid golvend met een centrale piek. Voorrand en achterrand overhangen het centrum iets. De derde halswervel is niet speciaal verlengd. Zijn doornuitsteeksel toont ook een achterste verbreding. Ook de vierde halswervel is niet erg lang. Zijn parapofyse, het onderste ribfacet, is cilindervormig in plaats van een driehoekige doorsnede te hebben zoals bij voorliggende wervels. De vijf gevonden ruggenwervels lijken op die van de meeste thyreoforen. Ze zijn niet sterk naar boven verlengd. Er zit een achterste ruggenwervel tussen met een kiel, zoals bij sommige ankylosauriërs.
Het schouderblad heeft een geschatte lengte van 475 millimeter. Het is wat ingesnoerd met een bolle verbreding aan het achterste uiteinde. Het profiel lijkt daarmee op dat van basale thyreoforen en stegosauriërs en wijkt af van de rechthoekige vorm bij ankylosauriërs. Het blad is overdwars dik.
Het opperarmbeen is recht en 345 millimeter lang. Het heeft een slanke schacht maar is aan de uiteinden fors verbreed zodat het een meer robuuste indruk maakt als bij meer afgeleide thyreoforen. De deltopectorale kam is krachtig ontwikkeld maar beslaat een matig lang deel van de schachtlengte. De inkeping tussen kop en binnenhoek wordt gedeeld met sommige ankylosauriërs. De kop heeft een achterste driehoekig uitsteeksel dat een holte omsluit, net als bij Scelidosaurus en sommige ankylosauriërs. Er is een duidelijke bult voor de aanhechting van de musculus triceps bracchii, een afgeleid kenmerk. Direct boven de onderste gewrichtsknobbels ligt op de voorzijde een brede trog die niet ver naar boven doorloopt. Bij de meeste verwanten ligt op deze positie een hogere smallere uitholling, howel ook sommige ankylosauriërs een bredere trog bezitten.
het dijbeen, met een rechthoekige schachtdoorsnede, heeft onderste gewrichtsknobbels die wat naar achteren uitsteken wat duidt op een zeker vermogen nog te rennen. De binnenste knobbel wordt wat ingedeukt door een U-vormige trog die overloopt in een ondiepe uitholling op de binnenzijde. Een ruwe zwelling op de buitenzijde boven de buitenste knobbel lijkt een aanhechtingsplek voor de Musculus gastrocnemicus.

### Osteodermen
De 120 osteodermen zijn geen van alle in hun oorspronkelijke positie aangetroffen. Doordat sommige samen zijn gegroeid tot stukjes aaneengesloten lichaamspantser, kan toch wat gezegd worden over hun vermoedelijke locatie. Er zitten twee stukken van drie elementen tussen en vijf van twee elementen. Bij de drie elementen is er steeds dezelfde configuratie: een lemmetvormige stekel steekt naar buiten, dan volgt een tussenstuk met een meer robuuste stekel en aan de binnenzijde ligt een kegelvormige structuur. Een van de stekels heeft een basisbreedte, van voor naar achter gemeten, van 128 millimeter, en een verticale dikte aan het afgebroken uiteinde van vijfenveertig millimeter. De stekel heeft een scherpe voorrand en achterrand. De voorrand is recht en schuin naar achteren gericht, de achterrand is licht bol: vermoelijk liepen beide randen uit in een scherpe punt. De onderzijde is in het midden licht gezwollen. De bijhorende tussenstekel is meer verticaal gericht, 107 millimeter lang, met een ovale basis. Al zulke tussenstekels zijn naar achteren gekromd. Hun zijkanten tonen een zwelling in het midden met het hoogste punt wat naar boven gericht. Ook naar achteren gekromd zijn de kleinere binnenste elementen die meer kegelvormig zijn met een kleine spits en een geleidelijk in de achterrand van de basisplaat vervloeiende achterzijde. De drie elementen hebben samen een continu krommende gewelfde onderzijde en zouden dus de helft van een halsberg van het nekpanstser kunnen vertegenwoordigen, sterk lijkend op de derde halsberg van Scelidosaurus.
De stukken met twee elementen bestaan uit ovale osteodermen met een langwerpige basisplaat, een lemmetvormige stekel en een bolle bovenrand. De buitenste stekel kromt naar buiten en achteren met een holle binnenzijde; de binnenste stekel is rechter met symmetriche zijden. De snijranden van de stekel zijn licht bol maar de achterrand van de binnenste stekel is recht. De binnenste stekel maakt een hoek van 45° met de buitenste. De buitenste stekel is iets meer naar achteren geplaatst. Naar achteren lopen de lengteassen naar elkaar toe. De binnenste stekel heeft een hol ondervlak.

## Fylogenie
Yuxisaurus staat basaal in de Thyreophora. Bij het bepalen van de precieze positie werden de kenmerken in twee gegevensverzamelingen ingevoerd: die van David Norman en die van Susannah Maidment. Gebruikmakend van  de datamatrix van Norman is Yuxisaurus de zustersoort van Emausaurus binnen de Ankylosauromorpha en buiten de Stegosauria. De data van Maidment toepassend staat de soort veel basaler, buiten de Eurypoda.
|  | Emausaurus |
|  |            |
|  | Yuxisaurus |
|  |            |

|  | Scelidosaurus |
|  |               |
|  | Ankylosauria  |
|  |               |

|  | Emausaurus |
|  |            |
|  | Yuxisaurus |
|  |            |

|  | Scelidosaurus |
|  |               |
|  | Ankylosauria  |
|  |               |

|  | Emausaurus |
|  |            |
|  | Yuxisaurus |
|  |            |

|  | Scelidosaurus |
|  |               |
|  | Ankylosauria  |
|  |               |

|  | Emausaurus |
|  |            |
|  | Yuxisaurus |
|  |            |

|  | Scelidosaurus |
|  |               |
|  | Ankylosauria  |
|  |               |

|  | Emausaurus |
|  |            |
|  | Yuxisaurus |
|  |            |

|  | Scelidosaurus |
|  |               |
|  | Ankylosauria  |
|  |               |

|  | Emausaurus |
|  |            |
|  | Yuxisaurus |
|  |            |

|  | Scelidosaurus |
|  |               |
|  | Ankylosauria  |
|  |               |

|  | Emausaurus |
|  |            |
|  | Yuxisaurus |
|  |            |

|  | Scelidosaurus |
|  |               |
|  | Ankylosauria  |
|  |               |

|  | Emausaurus |
|  |            |
|  | Yuxisaurus |
|  |            |

|  | Scelidosaurus |
|  |               |
|  | Ankylosauria  |
|  |               |

|  | Laquintasaura  |
|  |                |
|  | Scutellosaurus |
|  |                |

|          | Scelidosaurus                                                |
|          |                                                              |
| Eurypoda | \| \| Ankylosauria \| \| \| \| \| \| Stegosauria \| \| \| \| |
|          | \| \| Ankylosauria \| \| \| \| \| \| Stegosauria \| \| \| \| |
|          | Ankylosauria                                                 |
|          |                                                              |
|          | Stegosauria                                                  |
|          |                                                              |

|  | Ankylosauria |
|  |              |
|  | Stegosauria  |
|  |              |

|          | Scelidosaurus                                                |
|          |                                                              |
| Eurypoda | \| \| Ankylosauria \| \| \| \| \| \| Stegosauria \| \| \| \| |
|          | \| \| Ankylosauria \| \| \| \| \| \| Stegosauria \| \| \| \| |
|          | Ankylosauria                                                 |
|          |                                                              |
|          | Stegosauria                                                  |
|          |                                                              |

|  | Ankylosauria |
|  |              |
|  | Stegosauria  |
|  |              |

|          | Scelidosaurus                                                |
|          |                                                              |
| Eurypoda | \| \| Ankylosauria \| \| \| \| \| \| Stegosauria \| \| \| \| |
|          | \| \| Ankylosauria \| \| \| \| \| \| Stegosauria \| \| \| \| |
|          | Ankylosauria                                                 |
|          |                                                              |
|          | Stegosauria                                                  |
|          |                                                              |

|  | Ankylosauria |
|  |              |
|  | Stegosauria  |
|  |              |

|          | Scelidosaurus                                                |
|          |                                                              |
| Eurypoda | \| \| Ankylosauria \| \| \| \| \| \| Stegosauria \| \| \| \| |
|          | \| \| Ankylosauria \| \| \| \| \| \| Stegosauria \| \| \| \| |
|          | Ankylosauria                                                 |
|          |                                                              |
|          | Stegosauria                                                  |
|          |                                                              |

|  | Ankylosauria |
|  |              |
|  | Stegosauria  |
|  |              |

|  | Laquintasaura  |
|  |                |
|  | Scutellosaurus |
|  |                |

|          | Scelidosaurus                                                |
|          |                                                              |
| Eurypoda | \| \| Ankylosauria \| \| \| \| \| \| Stegosauria \| \| \| \| |
|          | \| \| Ankylosauria \| \| \| \| \| \| Stegosauria \| \| \| \| |
|          | Ankylosauria                                                 |
|          |                                                              |
|          | Stegosauria                                                  |
|          |                                                              |

|  | Ankylosauria |
|  |              |
|  | Stegosauria  |
|  |              |

|          | Scelidosaurus                                                |
|          |                                                              |
| Eurypoda | \| \| Ankylosauria \| \| \| \| \| \| Stegosauria \| \| \| \| |
|          | \| \| Ankylosauria \| \| \| \| \| \| Stegosauria \| \| \| \| |
|          | Ankylosauria                                                 |
|          |                                                              |
|          | Stegosauria                                                  |
|          |                                                              |

|  | Ankylosauria |
|  |              |
|  | Stegosauria  |
|  |              |

|          | Scelidosaurus                                                |
|          |                                                              |
| Eurypoda | \| \| Ankylosauria \| \| \| \| \| \| Stegosauria \| \| \| \| |
|          | \| \| Ankylosauria \| \| \| \| \| \| Stegosauria \| \| \| \| |
|          | Ankylosauria                                                 |
|          |                                                              |
|          | Stegosauria                                                  |
|          |                                                              |

|  | Ankylosauria |
|  |              |
|  | Stegosauria  |
|  |              |

|          | Scelidosaurus                                                |
|          |                                                              |
| Eurypoda | \| \| Ankylosauria \| \| \| \| \| \| Stegosauria \| \| \| \| |
|          | \| \| Ankylosauria \| \| \| \| \| \| Stegosauria \| \| \| \| |
|          | Ankylosauria                                                 |
|          |                                                              |
|          | Stegosauria                                                  |
|          |                                                              |

|  | Ankylosauria |
|  |              |
|  | Stegosauria  |
|  |              |